# کریستیانو بانتی
کریستیانو بانتی به ایتالیایی: Cristiano Banti، زادهٔ ۴ ژانویهٔ ۱۸۲۴ در سانتا کروچه سول‌آرنو، درگذشت در ۴ دسامبر ۱۹۰۴ در مونته مورلو، یک نقاش ایتالیایی سبک ژانر و منظره‌نگاری بود. او چهره ای پیشرو در دوره ی جنبش ماکیایولی توسکانی بود.

## زندگی
بانتی در خانواده ای ثروتمند به دنیا آمد و آموزشش را از آکادمیا دی سیه‌نا نزد فرانچسکو ننچی آغاز کرد او همزمان در به شیوهٔ نوکلاسیک هم کار می‌کرد و کارهایی را ارائه داد که امروزه، احتمالاً از بهترین کارهای او دانسته می‌شود.
بانتی در ۱۸۵۴ به فلورانس رفت و با جنبش ماکیایولی آشنا شد. پس از آن بانتی بر آن شد تا آثاری ارائه کند که اثر طبیعی نور خورشید را دریافت می‌کنند او بیشتر این کارها را در فضای بیرون به همراه دوستانش بویژه تلماکو سینیورینی که بیشترین تأثیر را بر او داشت، انجام می‌داد.
در ۱۸۶۱ به پاریس رفت تا با ژان-بتیست-کامی کورو و کننستانت ترویون به تحصیل بپردازد سپس در کاستلفرانکو دی سوپرا مستقر شد. بانتی از آنجایی که اکثراً از خود ناراضی بود کمتر پیش می‌آمد که کارهایش را به نمایش بگذارد. در ۱۸۷۹ بانتی به لندن رفت تا با هنر انگلیسی آشنا شود.
بانتی در ۱۹۰۴ در ویلایش از دنیا رفت، ده سال بعد آثار او به حراج گذاشته شد و میان خریداران گوناگون پراکنده شد.

## نگارخانه

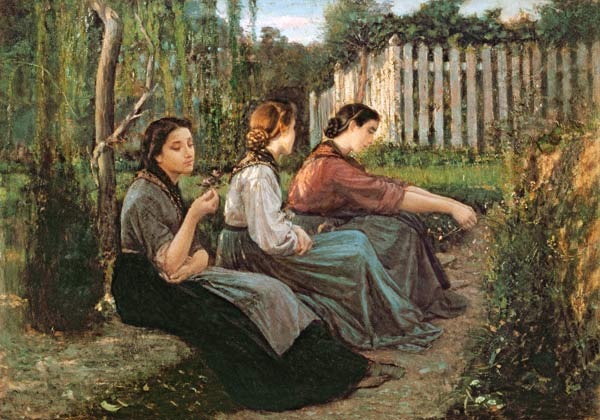
Confidences
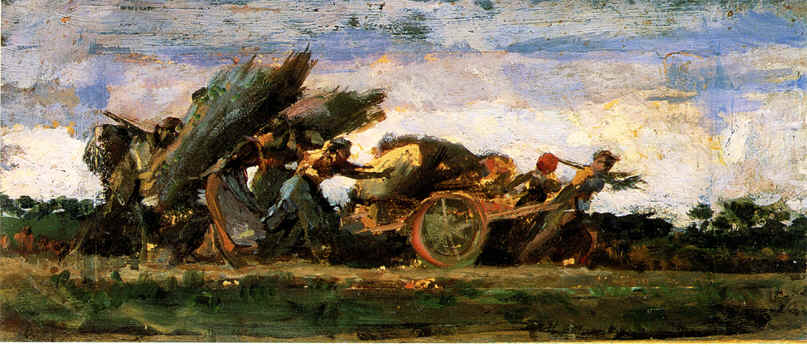
Bundlers
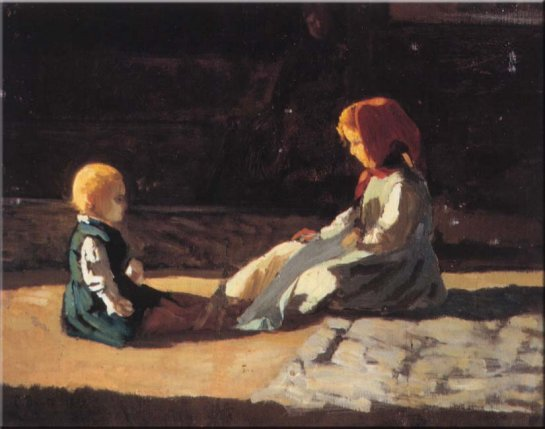
بچه‌ها زیر نور خورشید